# Струменно (Любуське воєводство)
Струменно (пол. Strumienno, нім. Pfeifferhahn) — село в Польщі, у гміні Кросно-Оджанське Кросненського повіту Любуського воєводства.
Населення — 198 осіб (2011).
У 1975-1998 роках село належало до Зеленогурського воєводства.

## Демографія
Демографічна структура станом на 31 березня 2011 року:
|          | Загалом | Допрацездатний вік | Працездатний вік | Постпрацездатний вік |
| -------- | ------- | ------------------ | ---------------- | -------------------- |
| Чоловіки | 95      | 24                 | 65               | 6                    |
| Жінки    | 103     | 18                 | 68               | 17                   |
| Разом    | 198     | 42                 | 133              | 23                   |